# Coelopa nebularum
Coelopa nebularum är en tvåvingeart som beskrevs av Aldrich 1929. Coelopa nebularum ingår i släktet Coelopa och familjen tångflugor. Inga underarter finns listade i Catalogue of Life.